# Công ty Walt Disney
Công ty Walt Disney (tiếng Anh: The Walt Disney Company) (NYSE: DIS), hay thường được biết đến với tên Disney (/ˈdɪzni/ DIZ-nee), là tập đoàn giải trí và truyền thông đa phương tiện lớn nhất thế giới. Được thành lập ngày 16 tháng 10 năm 1923 bởi anh em Walt và Roy O. Disney, Disney từ một xưởng ảnh động nhỏ đã trở thành một studio lớn nhất Hollywood sở hữu 11 lĩnh vực giải trí và 7 hệ thống mạng TV bao gồm ABC. Tập đoàn Disney có trụ sở chính tên là Walt Disney Studios (Burbank) ở California, Hoa Kỳ.

## Quá trình hình thành

### 1923–1928: Kỷ nguyên phim câm
Đầu năm 1923, Walt Disney làm phim ngắn có tựa đề Alice's Wonderland, có sự tham gia của diễn viên nhí Virginia Davis tương tác với các nhân vật hoạt hình. Sau lần hãng phim trước đó của ông phá sản vào năm 1923, Laugh-O-Gram Films, Disney chuyển Hollywood hợp tác với anh trai, Roy O. Disney. Nhà phát hành phim Margaret J. Winkler của Hãng M.J. Winkler đã liên lạc với ông để lên kế hoạch phân bổ toàn bộ loạt phim Alice Comedies để mua với giá $1,500 mỗi cuốn phim của Disney như một đối tác sản xuất. Walt và Roy O.Disney đã thành lập Hãng phim hoạt hình của anh em nhà Disney vào cùng năm. Và tiếp theo đó đã có nhiều bộ phim ra đời.
Tháng 1 năm 1926, cùng với việc hoàn thành xưởng phim Disney trên đường Hyperion, "Hãng phim hoạt hình của anh em nhà Disney" đã được đổi tên thành Walt Disney Studio.
Sau khi kết thúc của chùm phim Alice, Walt Disney đã phát triển một series hoạt hình mới với nhân vật chính đầu tiên của ông, Oswald chú thỏ may mắn. Bộ phim được phát hành bởi Winkler Pictures thông qua Universal Pictures. Song, do bên phát hành nắm quyền sở hữu Oswald nên Disney chỉ thu về vài trăm dollar lợi nhuận. Disney chỉ hoàn thành 26 tập phim Oswald trước khi họ mất hợp đồng vào tháng 2 năm 1928 khi chồng của Winkler, Charles Mintz lên tiếp quản công ty. Sau khi thất bại trong việc đàm phán mua lại Disney, Mintz đã thuê bốn họa sĩ chính của xưởng phim Disney (trừ Ub Iwerks) để xây dựng xưởng hoạt hình của riêng ông, đó là Snappy Comedies.

### 1928–1934: Chuột Mickey vàSilly Symphonies
Năm 1928, nhằm khôi phục trở lại sau khi để mất Oswald chú thỏ may mắn, Disney đã nảy ra một ý tưởng mới về một chú chuột tên là Mortimer khi ông đang trên chuyến tàu hướng về California phác thảo một vài nét vẽ đơn giản. Chú chuột sau đó được đổi tên thành Mickey (bởi vợ của ông, bà Lillian không thích âm thanh khi đọc "Mortimer Mouse") và trở thành ngôi sao chính trong rất nhiều các bộ phim của Disney. Ub Iwerks là người đã cải thiện thiết kế ban đầu của chú chuột. Bộ phim âm thanh đầu tiên của Disney, Steamboat Willie, với nhân vật chính là chuột Mickey, đã được phát hành vào ngày 18 tháng 11 năm 1928 bởi công ty Pat Powers. Disney đồng thời đã sử dụng hệ thống ghi âm quang học Powers Cinephone của công ty này do William Garity, nguyên là kĩ thuật viên của DeForest, sản xuất dựa trên hệ thống của Lee De Forest's. Đây là phim âm thanh đầu tiên của Disney, nhưng là phim thứ ba được xây dựng, sau Plane Crazy và The Gallopin' Gaucho. Steamboat Willie ngay lập tức trở thành một bản hit, và thành công ban đầu của nó không chỉ nhờ vào sự hấp dẫn của Mickey trong vai trò nhân vật chính mà còn bởi thực tế đây là phim hoạt hình đầu tiên sử dụng âm thanh đồng bộ. Steamboat Willie được công chiếu lần đầu tại Nhà hát B. S. Moss's Colony, thành phố New York, nay là Nhà hát Broadway. Plane Crazy và The Galloping Gaucho sau đó cũng được trang bị thêm các bản nhạc đồng bộ trước khi tái phát hành thành công vào năm 1929.
Disney tiếp tục sản xuất các bộ phim hoạt hình về chuột Mickey và các nhân vật khác, trong đó có series phim ngắn Silly Symphonies (Những bản nhạc giao hưởng ngớ ngẩn). Tác phẩm này được phát hành bởi Pat Powers (1929–1930) và Celebrity Productions (1929–1930) gián tiếp thông qua Columbia Pictures. Các nhân vật như vịt Donald, chó Pluto xuất hiện trong phim sau này đã được tách ra để sản xuất series riêng. Tháng 9 năm 1929, quản lý nhà hát Harry Woodin đã đề nghị cấp phép hoạt động cho Câu lạc bộ Disney mà Walt đã phê duyệt. Tháng 11, các bản mẫu truyện tranh về chuột Mickey đã được gửi tới King Features, một nghiệp đoàn in sở hữu bởi The Hearst Corporation. Ngày 30 tháng 12, King Features đã ký kết hợp đồng với tờ báo đầu tiên của họ, New York Mirror, để xuất bản các tập truyện tranh này dưới sự cho phép của Walt Disney.
Trước đó, vào ngày 16 tháng 12 năm 1929, "xưởng phim hợp tác" Walt Disney Studios đã được tổ chức lại thành một công ty với tên mới là Walt Disney Productions, Limited. Công ty bao gồm một bộ phận bán hàng, Walt Disney Enterprises, hai công ty con, Disney Film Recording Company, Limited và Liled Realty và một Công ty đầu tư nắm giữ và quản lý địa ốc. Walt và vợ năm giữ 60% (tương đương 6.000 cổ phiếu), Roy nắm giữ 40% còn lại (tương đương 4.00 cổ phiếu) của công ty.
Năm 1932, Disney đã ký kết một bản hợp đồng độc quyền với hãng Technicolor (đến hết năm 1935) để sản xuất hoạt hình màu với tác phẩm đầu tiên là Flowers and Trees (1932). Disney phân phối các sản phẩm của mình thông qua Celebrity Pictures (1928–1930), Columbia Pictures (1930–1932) và United Artists (1932–1937). Sự phổ biến của series chuột Mickey cho phép Disney lên kế hoạch sản xuất các bộ phim hoạt hình dài (animated feature films) đầu tiên của mình.

### 1934–1945:Nàng Bạch tuyết và bảy chú lùncùng Chiến tranh thế giới thứ hai

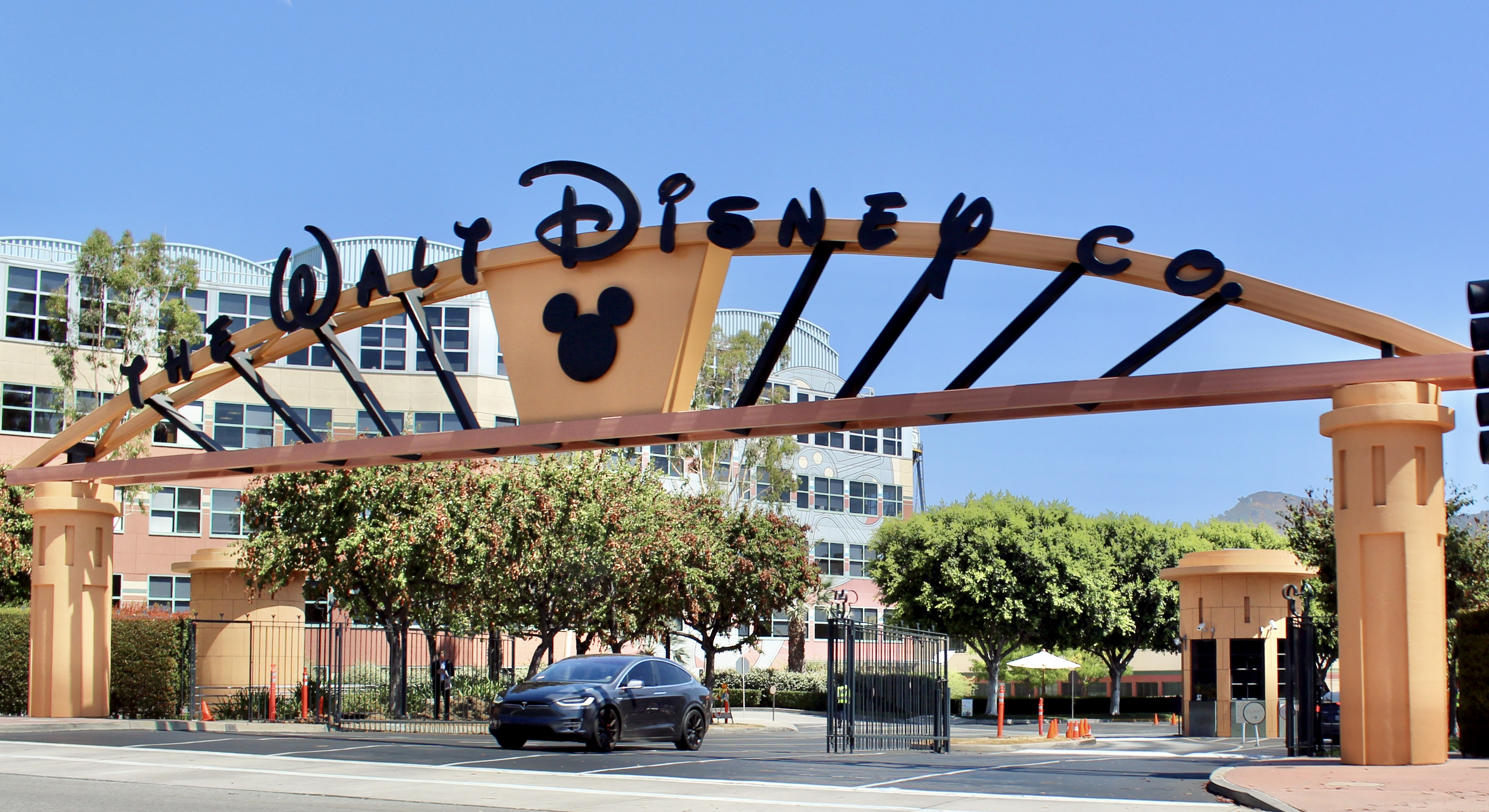
Cổng vào Walt Disney Studios (Burbank), trụ sở chính của Công ty Walt Disney

Quyết định đẩy giới hạn của phim hoạt hình đi xa hơn, Disney bắt tay vào sản xuất phim có thời lượng dài đầu tiên vào năm 1934. Mất ba năm để hoàn thành, Nàng Bạch tuyết và bảy chú lùn, ra mắt vào tháng 12 năm 1937, đã trở thành phim có doanh thu cao nhất thời đó cho đến năm 1939. Phim được phát hành bởi công ty RKO Radio Pictures, vốn đảm nhận phát hành các sản phẩm của Disney từ tháng 7 năm 1937 sau khi United Artists đã nỗ lực giành lấy bản quyền truyền hình các bộ phim ngắn của Disney trong tương lai.
Sử dụng lợi nhuận từ Nàng Bạch tuyết và bảy chú lùn, Disney đã bỏ vốn xây dựng một xưởng phim phức hợp mới rộng 51 mẫu Anh (tương đương 210,000 mét vuông) đặt tại Burbank, California. Xưởng phim Walt Disney, ngày nay là trụ sở chính của hãng Disney, chính thức mở cửa hoạt động kinh doanh vào cuối năm 1939. Ngày 2 tháng 4 năm 1940, Walt Disney Productions đã cho phát hành cổ phiếu lần đầu ra công chúng.
Xưởng phim tiếp tục sản xuất các bộ phim hoạt hình ngắn và dài như Pinocchio (1940), Fantasia (1940), Dumbo (1941), Bambi (1942), Saludos Amigos (1942)... Sau khi Chiến tranh thế giới thứ hai bùng nổ, lợi nhuận từ các phòng vé sụt giảm. Khi Hoa Kỳ chính thức tham chiến sau vụ tấn công tại Trân Châu cảng, nhiều họa sĩ của Disney đã được gọi nhập ngũ vào Quân đội Mĩ. Bên cạnh đó, chính phủ Mỹ và Canada đã ủy thác cho xưởng phim sản xuất các bộ phim có nội dung đào tạo và tuyên truyền. Đến năm 1942, 90% trong số 550 nhân viên của hãng làm việc với các bộ phim liên quan đến chiến tranh. Những phim như Victory Through Air Power và  Education for Death được sản xuất và công chiếu với mục đích khuyến khích và tăng cường hỗ trợ cộng đồng cho chiến tranh. Ngay cả những nhân vật của Disney cũng tham gia dự án này, chẳng hạn như vịt Donald đã xuất hiện trong một số phim ngắn tuyên truyền hài hước, trong số đó có cả phim thắng giải Oscar hạng mục phim ngắn xuất sắc nhất năm 1943 Der Fuehrer's Face.

### 1946–1954: Hậu chiến tranh và truyền hình
Với lượng nhân viên giới hạn và nguồn vốn hoạt động hạn chế trong suốt và sau chiến tranh, các bộ phim dài của Disney trong những năm 40 chủ yếu là tập hợp các phim ngắn hay còn gọi là "phim đóng gói", ví dụ như The Three Caballeros (1944) và Melody Time (1948). Tuy nhiên chúng chỉ mang lại doanh thu nghèo nàn cho nhà sản xuất. Cùng thời điểm đó, hãng phim bắt đầu sản xuất phim hành động sống và phim tài liệu. Các bộ phim người đóng như Song of the South (1946) và So Dear to My Heart (1948) vẫn được xen lẫn với một số đoạn hoạt hình. Còn series phim tài liệu True-Life Adventures, bao gồm các phim như  Seal Island (1948) và The Vanishing Prairie (1954) trở nên phổ biến và giành được nhiều giải thưởng điện ảnh.
Việc phát hành bộ phim Cô bé Lọ Lem vào năm 1950 đã chứng minh rằng phim hoạt hình cũng có thể thành công trên thị trường. Các bản phát hành hoạt hình lớn khác của Disney cùng thời điểm này là Alice ở xứ sở thần tiên (1951), Peter Pan (1953) (cả hai đều được sản xuất trước chiến tranh) và bộ phim dài người đóng trọn vẹn (tức là không sử dụng thêm bất kì nhân vật hoạt hình nào) đầu tiên của Disney, Treasure Island (1950). Tiếp sau Treasure Island, Disney tiếp tục sản xuất các bộ phim hành động sống tương tự khác gồm The Story of Robin Hood and His Merrie Men (1952), The Sword and the Rose (1953), và Hai vạn dặm dưới đáy biển (1954).
Năm 1953, Disney kết thúc hợp đồng với nhà phát hành RKO và tự thành lập một đơn vị phát hành riêng của mình, Buena Vista Distribution Company.
Tháng 12 năm 1950, Walt Disney Productions và Công ty Coca-Cola đã hợp tác với nhau trong lần đầu tiên Disney dấn thân vào lĩnh vực truyền hình. Sản phẩm truyền hình đặc biệt đầu tiên của hãng, One Hour in Wonderland, đã được phát sóng trên mạng lưới truyền thông NBC vào đúng dịp lễ Giáng sinh năm 1950 Sau đó, tháng 11 năm 1954, hệ thống ABC đã khởi động Disneyland, series truyền hình thường xuyên đầu tiên của Disney. Đây là một trong những series được phát sóng trên khung giờ vàng dài nhất mọi thời đại. Sự thành công của Disneyland cho phép hãng Disney có một nền tảng để giới thiệu những dự án mới của họ. ABC đã trở thành đối tác của Disney trong tài chính và trong việc phát triển những dự án liên doanh tiếp theo. Đó là giai đoạn đầu của một mối quan hệ doanh nghiệp dài mà, mặc dù không ai có thể dự đoán trước vào thời điểm đó, sẽ lên đến đỉnh cao bốn thập kỷ sau đó thông qua việc mua lại mạng lưới ABC của Disney cùng toàn bộ các trạm thuộc quyền sở hữu và điều hành, truyền hình cáp và xuất bản của công ty này.

### 1955–1965: Disneyland

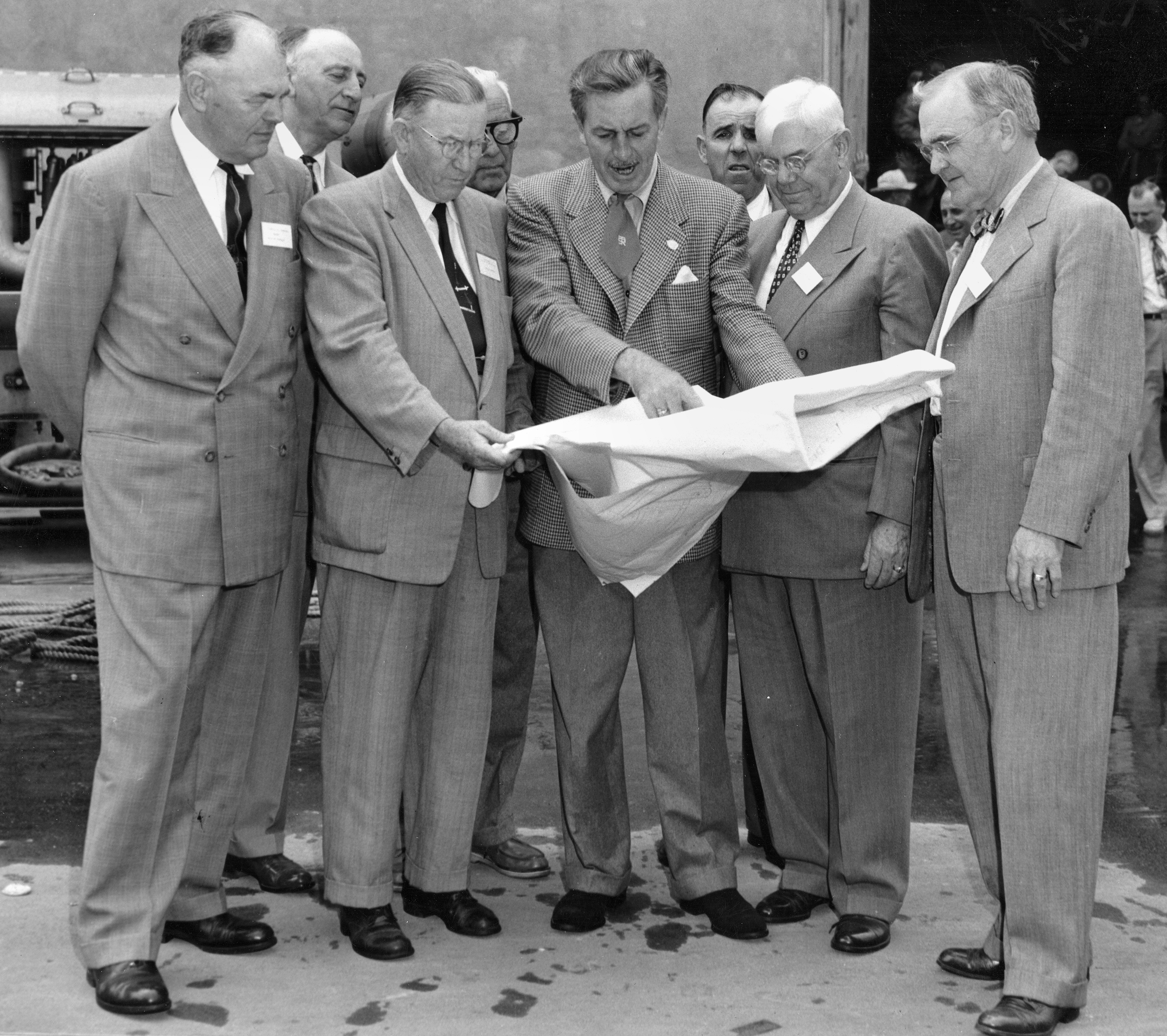
Walt Disney mở bản kế hoạch Disneyland để các quan chức Orange County xem vào tháng 12 năm 1954. Bức ảnh được chụp tại Disney Studios ở Burbank.

Năm 1954, Disney đã sử dụng series Disneyland để cho ra mắt cái sau này sẽ trở thành công viên giải trí Disneyland, một ý tưởng được hình thành từ mong muốn của ông về một địa điểm nơi cha mẹ và những đứa trẻ có thể cùng nhau vui vẻ. Ban đầu theo như kế hoạch, công viên này được mang tên là Disneylandia, nhưng sau đó theo lời khuyên của công ty ABC, Disney đã đổi tên dự án thành Disneyland hai năm sau đó vào thời điểm công trình chính thức được khởi công. Ngày 18 tháng 7 năm 1955, công viên giải trí Disneyland chính thức được khai trương. Ước tính tổng chi phí của công trình vào khoảng 17 triệu USD. Sau khoảng thời gian khởi đầu chưa ổn định, Disneyland đã tiếp tục phát triển và thu hút hàng ngàn lượt khách du lịch từ khắp nơi trên thế giới. Năm 1959, công viên được mở rộng về quy mô, trong đó bao gồm cả việc xây dựng bổ sung hệ thống đường sắt một đường ray đầu tiên của nước Mỹ.
Tại Hội chợ Quốc tế New York năm 1964, Walt Disney đã chuẩn bị một kế hoạch nhằm thu hút các nhà đầu tư cho dự án xây dựng công viên giải trí Disney thứ hai. Tháng 11 năm 1959, dự án "Disney World" được công bố với các kế hoạch về công viên giải trí, khách sạn và thậm chí là một thành phố kiểu mẫu tọa lạc trên một vùng đất rộng hàng ngàn mẫu Anh được mua bên ngoài thành phố Orlando, Florida.
Disney tiếp tục tập trung vào những tài năng nhí của mình trên truyền hình trong suốt thập niên 1950. Chương trình buổi chiều hàng tuần của hãng, Câu lạc bộ chuột Mickey, một đội hình gồm những "Mouseketeers" nhỏ (những chú chuột ngự lâm), đã được công chiếu thành công vào năm 1955. Cũng làm được điều tương tự là miniseries Davy Crockett do Fess Parker đảm nhiệm vai chính được phát sóng trên chương trình Disneyland và series phim Zorro (TV series 1957) lên sóng trên kênh ABC kéo dài trong 2 mùa. Mặc dù thành công như vậy, Walt Disney Productions cũng chỉ đầu tư ít ỏi vào truyền hình những năm 1960, ngoại trừ những loạt tuyển tập kéo dài mà sau này được biết đến với tên gọi The Wonderful World of Disney
Các xưởng phim của Disney cũng rất bận rộn vào thời điểm này, trung bình năm hoặc sáu bộ phim ra mắt mỗi năm. Trong khi việc sản xuất các tập phim ngắn bị chậm lại đáng kể trong suốt thập niên 50 và 60, xưởng phim đã cho phát hành hàng loạt các bộ phim hoạt hình nổi tiếng như Tiểu thư và chàng lang thang (1955), Người đẹp ngủ trong rừng (1959) và Một trăm linh một chú chó đốm (1961), tác phẩm hoạt hình đầu tiên sử dụng quy trình xerography, một công nghệ mới cho phép chuyển các nét vẽ lên những tấm phim nhựa. Công nghệ này hiện nay được sử dụng hầu hết trong máy photocopy và máy in LED hoặc LASER. Trong khi đó, các bộ phim hành động sống của Disney được dàn trải ở nhiều thể loại, bao gồm phim lịch sử giả tưởng (Johnny Tremain, 1957), phim hài hiện đại (The Shaggy Dog, 1959) và phim chuyển thể từ các cuốn sách cho trẻ em (Pollyanna, 1960).
Tác phẩm thành công nhất của Walt Disney Production trong thập niên 1960 là một phim hành động sống / hoạt hình âm nhạc dựa trên cuốn loạt sách cùng tên của nữ nhà văn P. L. Travers, Mary Poppins. Đây là một trong số những bộ phim có doanh thu cao nhất mọi thời đại (102,272,727 USD vào thời điểm năm 1964) và giành được năm giải thưởng của Viện Hàn lâm, bao gồm các hạng mục Nữ diễn viên chính xuất sắc nhất, ca khúc gốc trong phim hay nhất, soạn nhạc xuất sắc nhất, biên tập phim xuất sắc nhất và hiệu ứng hình ảnh đẹp mắt nhất.
Việc thiết kế công viên chủ đề và đội ngũ kiến trúc đã trở thành một phần không thể thiếu đối với hoạt động của công ty đến mức hãng Disney đã mua lại bộ phận này vào ngày 5 tháng 2 năm 1965 cùng với tên gọi WED Enterprises.

### 1966–1971: Walt và Roy Disney qua đời – Walt Disney World khai trương
Ngày 15 tháng 12 năm 1966, Walt Disney qua đời bởi các biến chứng liên quan đến ung thư phổi. Roy Disney lên tiếp quản công ty trong vai trò chủ tịch, CEO và chủ tịch hội đồng quản trị. Một trong những việc làm đầu tiên của ông là đổi tên DIsney World thành Walt Disney World để tưởng nhớ người em trai cũng như tầm nhìn của ông.
Năm 1967, hai bộ phim cuối cùng do đích thân Walt Disney chủ động giám sát đã được phát hành, phim hoạt hình dài The Jungle Book và phim ca nhạc The Happiest Millionaire. Cuối thập kỉ 1960, xưởng phim lần lượt cho ra mắt hàng loạt các bộ phim hài, điển hình như The Love Bug (doanh thu cao nhất năm 1969) và The Computer Wore Tennis Shoes (1969) do Kurt Russell, một phát hiện mới của Disney đảm nhiệm vai chính. Thập niên 1970 mở ra với hãng Disney cùng với bản phát hành phim hoạt hình hậu chiến tranh đầu tiên là Gia đình mèo quý tộc và sau đó là sự trở lại của vở nhạc kịch Bedknobs and Broomsticks năm 1971. Một tác phẩm thành công khác của Disney thời kỳ này là Blackbeard's Ghost.

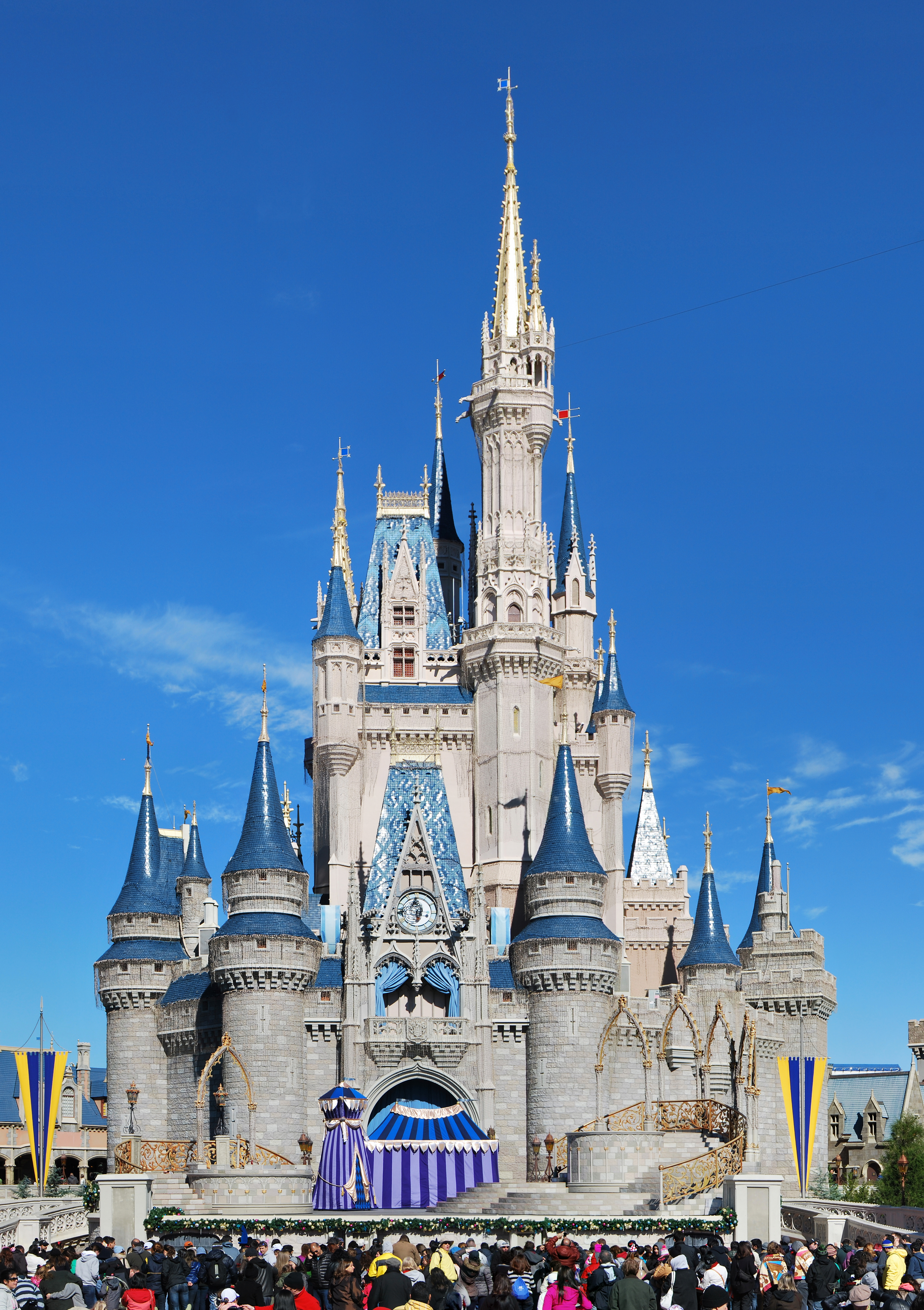
Cinderella Castle (Lâu đài Cô bé Lọ Lem), biểu tượng của Magic Kingdom Park – công viên giải trí đầu tiên được xây dựng trong số bốn công viên nằm trong Walt Disney World Resort – và của Tokyo Disneyland, Nhật Bản

Ngày 1 tháng 10 năm 1971, Walt Disney World chính thức mở cửa đón khách, cùng với cơ sở vật chất do đích thân Roy Disney dành tặng vào cuối tháng đó. Ngày 20 tháng 12 năm 1971, Roy Disney qua đời vì một cơn đột quỵ, để lại công ty dưới quyền điều hành của Donn Tatum, Card Walker và con rể của Walt Disney, Ron Miller. Từng người trong số họ được đào tạo bởi Walt và Roy Disney.

### 1972–1984:Tình trạng bất ổn và sự phát triển của hệ thống công viên giải trí
Walt Disney Productions tiếp tục phát hành phim gia đình xuyên suốt những năm 1970, chẳng hạn như Escape to Witch Mountain (1975) và Freaky Friday (1976), song chúng không mang lại doanh thu cao như những bộ phim trước. Trong khi đó, phim hoạt hình của Disney lại thành công với những bản phát hành lớn như Robin Hood (1973), Nhân viên cứu hộ (1977) và Cáo và chó săn (1981). Họ trở lại lĩnh vực truyền hình với việc bán lại bản quyền phát sóng các series hoạt hình trong kỉ nguyên đầu của The Wonderful World of Disney.
Là người đứng đầu của hãng, Miller đã cố gắng sản xuất các bộ phim hướng tới lứa tuổi thanh thiếu niên, những người thường xuyên mua vé xem phim của Disney. Lấy cảm hứng từ sự phổ biến của Star Wars, hãng Disney đã sản xuất bộ phim phiêu lưu khoa học – viễn tưởng The Black Hole vào năm 1979 với chi phí khoảng 20 triệu USD. Tuy nhiên bộ phim không thành công như mong đợi và bị mất hút trong sự thức dậy của Star Wars. The Black Hole là sản phẩm đầu tiên của Disney được dán nhãn PG tại Hoa Kỳ. Năm 1980, Disney học theo thể loại kinh dị với bộ phim The Watcher in the Woods, và đầu tư mạnh mẽ vào Tron hai năm sau đó. Cả hai tác phẩm đều được phát hành với thành công nhỏ. Cũng trong năm 1980, Disney đã khai trương đơn vị Walt Disney Home Video để tranh giành lợi thế trên thị trường băng đĩa mới nổi.
Disney cũng đã thuê nhiều nhà sản xuất bên ngoài để thực hiện các dự án phim của họ, những phim vốn chưa bao giờ được thực hiện trước đây. Năm 1979, họ tham gia một dự án đầu tư chung với Paramount Pictures sản xuất hai phim phỏng theo hai tác phẩm cùng tên là Popeye (1980) và Dragonslayer (1981), đánh dấu lần đầu tiên DIsney hợp tác với một xưởng phim khác. Paramount chịu trách nhiệm phát hành phim của Disney tại Canada cùng thời điểm, và người ta hy vọng rằng uy tín tiếp thị của Disney sẽ giúp họ bán cả hai bộ phim.
Năm 1982, gia đình Disney đã bán lại quyền định danh và hệ thống đường sắt giải trí cho hãng phim Disney thông qua 818,461 cổ phiếu trị giá 42,6 triệu USD. Không một đồng nào trong số đó về tay Retlaw Enterprises (công ty tư nhân sở hữu bởi gia đình Disney quản lý hai công viên giải trí DIsneyland). Roy E. Disney từng phản đối việc định giá quá cao quyền định danh và đã bỏ phiếu chống lại thương vụ trên dưới danh nghĩa của hội đồng quản trị.
Việc phát hành vào năm 1983 phim ngắn Mickey's Christmas Carol đã bắt đầu một chuỗi các bộ phim thành công của Disney, có thể kể đến như Never Cry Wolf và Something Wicked This Way Comes, tác phẩm được chuyển thể từ cuốn tiểu thuyết cùng tên của nhà văn Ray Bradbury. Năm 1984, CEO Ron Miller đã thành lập hãng phim Touchstone Pictures như một thương hiệu của Disney nhằm phát hành nhiều hơn các bộ phim lớn của hãng với bản phát hành thành công đầu tiên là phim hài Splash (1984). Ngày 18 tháng 4 năm 1983, Disney Channel ra mắt như một kênh đăng ký trên hệ thống truyền hình cáp quốc gia. Disney Channel bao gồm một thư viện phong phú các bộ phim cổ điển, phim truyền hình, các chương trình ban đầu và dịch vụ bên thứ ba dành cho gia đình của hãng.
Walt Disney World nhận được nhiều sự quan tâm của công ty trong suốt những năm 1970 và 1980. Năm 1978, ban quản trị của công ty đã công bố kế hoạch xây dựng công viên giải trí Walt Disney World thứ hai. Với tên gọi EPCOT Center (Experimental Prototype Community of Tomorrow Center), công viên chủ đề mới này được lấy cảm hứng từ giấc mơ của Walt Disney về một mô hình thành phố của tương lai. EPCOT Center chính thức mở cửa vào ngày 1 tháng 10 năm 1982. Công viên được xây dựng như một "Hội chợ thế giới vĩnh cửu", hoàn thiện với các vật triển lãm được tài trợ bởi các công ty Mỹ và các gian hàng dựa trên nền văn hóa của nhiều quốc gia khác nhau. Tại Nhật Bản, công ty Địa ốc Phương Đông đã hợp tác với công ty Walt Disney Productions xây dựng công viên giải trí Disney đầu tiên nằm ngoài địa phận Hoa Kỳ, đó là Tokyo Disneyland (東京ディズニーランド Tōkyō Dizunīrando?), mở cửa vào năm 1983. Trong đầu thập niên 80, các công viên giải trí đã tạo ra 70% doanh thu của Disney.
Bên cạnh sự thành công của các công viên giải trí và kênh Disney, Walt Disney Productions lại khá mong manh về phương diện tài chính. Hãng phim sở hữu một thư viện thật đồ sộ và vô giá, nhưng nó chỉ tạo ra rất ít thành công vào thời điểm đó, trong khi ban lãnh đạo của công ty lại không thể theo kịp những công ty khác. Năm 1984, chuyên gia tài chính Saul Steinberg của Reliance Group Holdings đưa ra một gói thầu thâu tóm công ty cho Walt Disney Productions với mục đích bán ra thị trường một số hoạt động kinh doanh của công ty. Disney mua lại 11,1% cổ phiếu từ tay Reliance. Tuy nhiên, các cổ đông khác đã nộp đơn kiện tuyên bố thỏa thuận này làm mất giá cổ phiếu của Disney và đồng thời ban quản lý của Disney vẫn giữ được vị trí của họ. Vụ kiện cổ đông đã được giải quyết vào năm 1989 với tổng số 45 triệu USD từ Disney và Reliance.

### 1984–2005: Kỉ nguyên Eisner và chiến dịch cứu vớt Disney

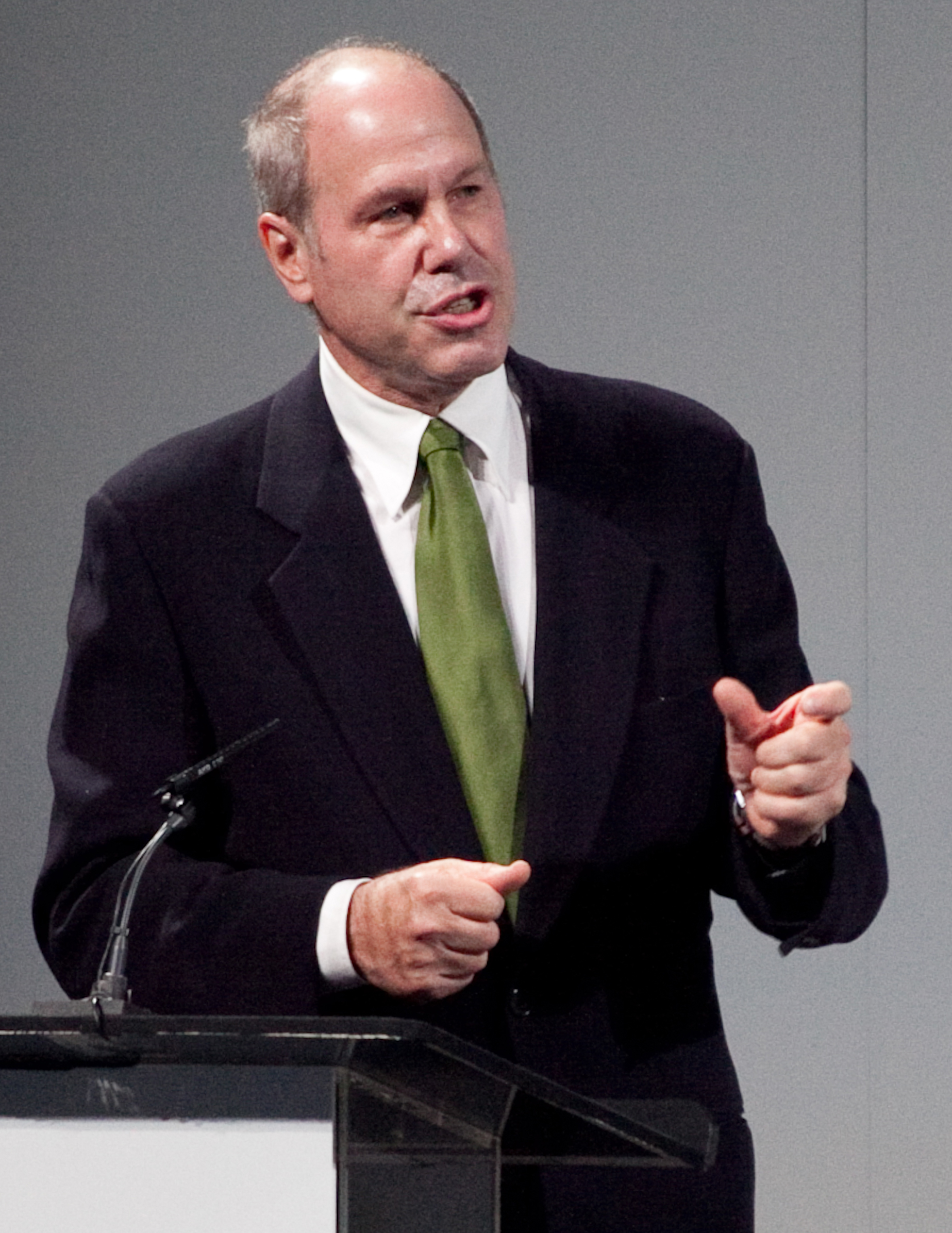
Michael Eisner, tổng giám đốc điều hành công ty Walt Disney giai đoạn 1984–2005. Tháng 10 năm 2010

Với việc nắm giữ 18,7% cổ phiếu của Disney, Sid Bass cùng ban quản trị đã bổ nhiệm Michael Eisner từ Paramount Pictures giữ chức CEO và Frank Wells từ Warner Bros. giữ chức chủ tịch của Công ty Walt Disney.
Khi lên nắm quyền điều hành công ty, Eisner rất chú trọng vào hãng Touchstone Films. Sự ra đời của bộ phim Down and Out in Beverly Hills đã mở đầu thời kì sản xuất hàng loạt các bản hit lớn của hãng như Ruthless People (1986), Outrageous Fortune (1987) và Pretty Woman (1990)... Eisner đã tận dụng sự mở rộng của thị trường băng đĩa và truyền hình cáp để ký cấp phép sử dụng các chương trình và phim của Disney với Showtime Networks trong một thỏa thuận lâu dài nhằm phát hành các sản phẩm của DIsney/Touchstone, đồng thời cung cấp và phân phối các series truyền hình như The Golden Girls và Home Improvement. Disney bắt đầu hạn chế lượng băng đĩa bán ra vào cuối những năm 1980. Hãng Disney của Eisner đã mua lại KHJ, một trụ sở độc lập của Los Angeles TV trong giai đoạn này.
Được thành lập vào năm 1985, Silver Screen Partners II, LP – một trong bốn công ty con thuộc công ty hợp danh Silver Screen Partners, được hình thành và phát triển như một nguồn hỗ trợ vốn thay thế cho các bộ phim – đã bỏ ra 193 triệu USD đầu tư phim cho Disney.Tháng 1 năm 1987, Silver Screen III bắt đầu tài trợ vốn cho Disney với hơn 300 triệu USD tăng thêm và sau đó đến lượt Silver Screen IV cũng chính thức đầu tư vào hãng phim.
Ngày 6 tháng 2 năm 1986, Walt Disney Productions đổi tên thành Công ty Walt Disney.
Khởi đầu với phim hoạt hình đọat giải Oscar Who Framed Roger Rabbit năm 1988, xưởng phim hoạt hình hàng đầu của công ty Walt Disney bắt đầu hưởng thành quả của một chuỗi 10 bộ phim thành công cả về thương mại lẫn phê bình từ cuối thập niên 80 và kéo dài đến cuối thập niên 90. Những bộ phim này đã đưa tên tuổi của Disney quay trở lại làng điện ảnh, mang đến một luồng sinh khí mới cho nghệ thuật hoạt hình chiếu rạp của hãng sau một loạt các phim thất bại cả về doanh thu và chuyên môn kể từ đầu thập niên 1970, đánh dấu thời kì Phục hưng của Disney. Đó là những tác phẩm Nàng tiên cá (1989), The Rescuers Down Under (1990), Người đẹp và quái thú (1991), Aladdin (1992), Vua sư tử (1995), Pocahontas (1995), Thằng gù nhà thờ Đức Bà (1996), Hercules (1997), Mộc Lan (1998) và Tarzan (1999). Bên cạnh đó, công ty cũng xâm nhập thành công vào lĩnh vực hoạt hình truyền hình với nhiều series hoạt hình được đầu tư mạnh mẽ và được đánh giá cao như Cuộc phiêu lưu của gấu Gummi, Duck Tales và Gargoyles. Với những gì đã đạt được trong thời kì này, Disney đã trở thành công ty thu lợi số một từ các phòng vé kể từ năm 1988 và lợi nhuận tăng trung bình 20% mỗi năm.
Năm 1989, Disney ký một thỏa thuận theo nguyên tắc để giành lấy The Jim Henson Company (sau được biết đến với tên gọi Henson Associates) từ người thành lập, nhà sáng tạo rối Muppet Jim Henson. Thỏa thuận bao gồm thư viện các chương trình, kế hoạch của Henson, các chú rối Muppet (ngoại trừ những nhân vật được tạo cho phim Phố Vừng), cũng như những dịch vụ sáng tạo cá nhân khác của ông. Tuy nhiên, Jim Henson đã qua đời vào tháng 5 năm 1990 trước khi sự thỏa thuận kết thúc. Hai công ty không thể tiếp tục đàm phán hợp nhất tháng 12 sau đó.
Được đặt tên là "thập kỉ Disney", ban lãnh đạo tài năng đã nỗ lực đưa công ty lên một tầm cao mới trong những năm 1990 với nhiều sự thay đổi lớn và hoàn thiện. Tháng 9 năm 1990, Công ty Walt Disney đã sắp xếp tài trợ một khoản tiền lên tới 200 triệu USD vào một đơn vị của Nomura Securities (野村證券株式会社) cho các bộ phim của Interscope vốn được làm cho Disney. Ngày 23 tháng 11, Disney thành lập Touchwood Pacific Partners I hoạt động như một nguồn quỹ tài trợ chính cho các bộ phim của hãng mà sau này sẽ dần thay chân Silver Screen Partnership.
Năm 1991, hệ thống khách sạn, sản phẩm phát hành gia đình và các giao dịch thương mại đã đóng góp 28% vào tổng doanh thu của công ty, trong đó 22% doanh thu đến từ ngoài lãnh thổ Hoa Kỳ. Quý I năm 1991, công ty đã ủy thác cho xưởng phim của mình sản xuất 25 phim trong năm 1992. Tuy vậy, năm 1991 đã chứng kiến doanh thu của Disney sụt giảm 23% và không hề tăng trong suốt cả năm. Điểm nhấn của công ty thời điểm này chính là 2 giải Oscar cho phim hoạt hình hay nhất được trao cho tác phẩm Người đẹp và quái thú, hạng mục ca khúc trong phim xuất sắc nhất. Disney sau đó chuyển sang lĩnh vực xuất bản, hợp tác với Hyperion Books và âm nhạc người lớn, hợp tác với Hollywood Records. Trong khi đó, Disney Imagineering đã sa thải 400 nhân viên của họ.
Disney cũng đồng thời mở rộng sản xuất những bộ phim có nội dung người lớn theo đơn đặt hàng sau khi giám đốc của xưởng phim Disney, Jeffrey Katzenberg giành được công ty Miramax Films vào năm 1993. Cũng trong năm này Disney đã thành lập câu lạc bộ hockey Mighty Ducks of Anaheim chơi tại giải National Hockey League (NHL), vốn được xem như là giải hockey trên băng chuyên nghiệp đầu tiên trên thế giới với giải thưởng là chiếc cup Stanley danh giá. Tên của đội được đặt theo tên của bộ phim The Mighty Ducks, một bản hit của hãng phim ra đời vào năm 1992. Disney cũng mua một lượng lớn cổ phần của đội bóng chày Anaheim Angels cùng thời điểm này.
Frank Wells qua đời trong một tai nạn trực thăng vào năm 1994. Không lâu sau đó, Katzenberg từ chức và thành lập nên hãng DreamWorks SKG bởi Michael Eisner chắc chắn sẽ không bổ nhiệm ông vào vị trí của Wells đang bỏ trống (Katzenberg cũng đã nộp đơn kiện về các điều khoản trong hợp đồng của ông). Để thay thế, Eisner đã bổ nhiệm người bạn của mình, Michael Ovitz, một trong bốn nhà sáng lập Creative Artists Agency, làm chủ tịch của công ty với sự ủng hộ tối thiểu từ ban giám đốc (trong đó bao gồm nam diễn viên thắng giải Oscar Sidney Poitier, CEO của Tập đoàn khách sạn Hilton Stephen Bollenbach, nguyên thượng nghị sĩ Hoa Kỳ George Mitchell, trưởng khoa kiến trúc Đại học Yale Robert A. M. Stern, và hai người tiền nhiệm của Eisner là Raymond Watson và Card Walker). Thời gian tại chức của Ovitz chỉ kéo dài 14 tháng và ông đã rời DIsney vào tháng 12 năm 1996 thông qua một "sự chấm dứt không có sai sót" với một gói bồi thường  gồm 38 triệu USD tiền mặt và 3 triệu cổ phiếu có quyền mua trị giá 100 triệu USD vào thời điểm đó. Thời kỳ của Ovitz cũng gây ra một vụ kiện chứng khoán phái sinh kéo dài đến tháng 6 năm 2006, tức là gần 10 năm. Thẩm phán William B. Chandler, III của Tòa án Công lý bang Delaware, mặc dù đã miêu tả hành vi của Eisner là đi "quá xa so với những gì các cổ đông mong đợi và nhu cầu của những người được giao phó trong khi đang giữ một vị trí tín nhiệm..." đã ủng hộ Eisner cũng như những người còn lại trong ban lãnh đạo bởi họ không hề vi phạm pháp lý.

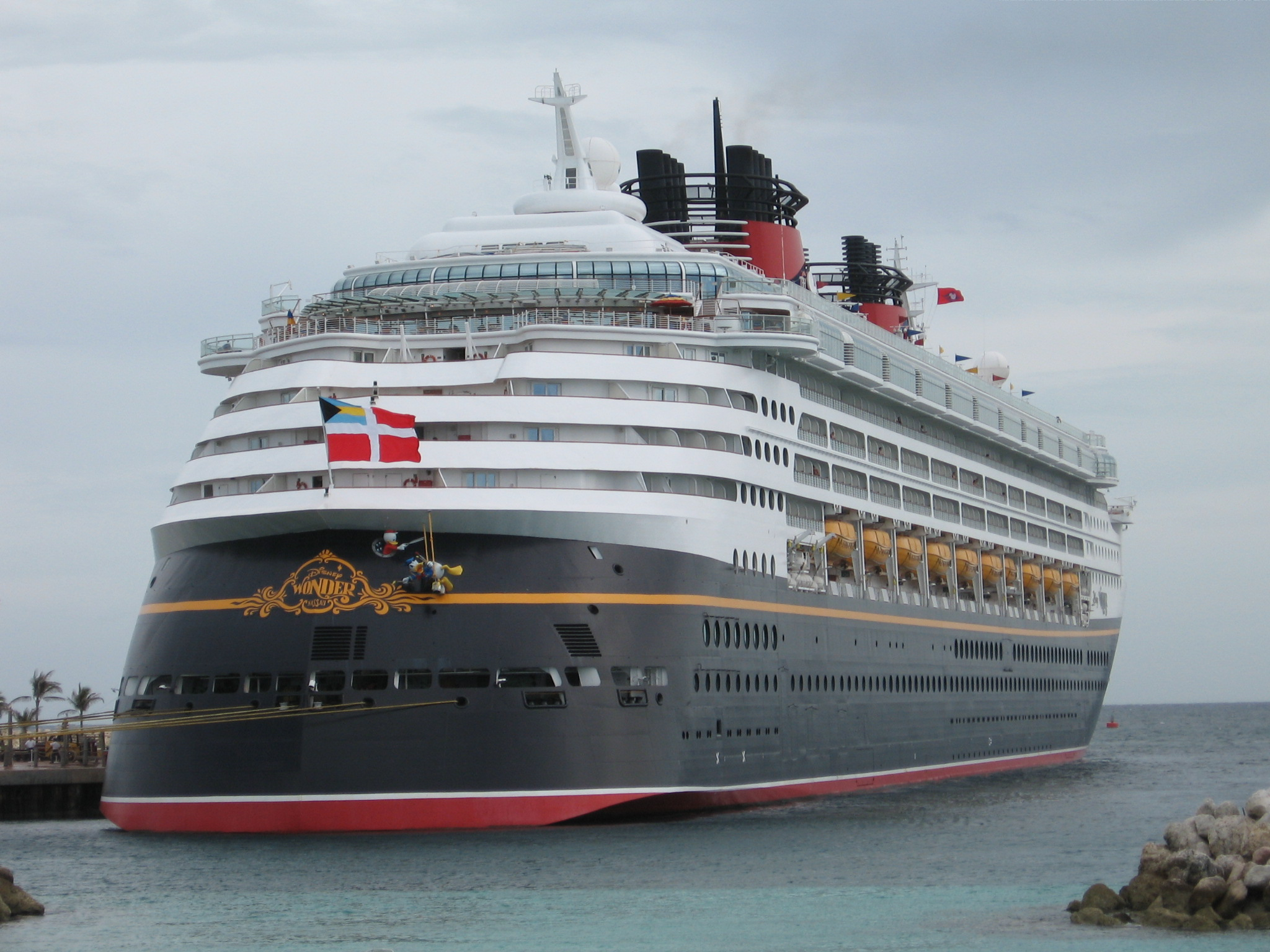
Tàu Disney Wonder đậu tại đảo Castaway, một trong bốn con tàu thuộc sở hữu của Disney Cruise Line (bên cạnh các con tàu Disney Magic, Disney Dream và Disney Fantasy)

Trong khi đó trường hợp của Katzenberg đã kéo theo một bản hợp đồng bao gồm một phần doanh thu của phim vĩnh viễn từ các thị trường phụ trợ. Katzenberg đã yêu cầu 100 triệu USD để giải quyết nhưng Eisner cảm thấy đòi hỏi ban đầu về khoản bồi thường trị giá nửa tỷ đô là quá nhiều. Tuy nhiên sau đó những điều khoản phụ trợ đã được tìm thấy. Luật sư của Disney đã cố gắng phản ánh tình trạng khó khăn qua đó đã bộc lộ nhiều vấn đề của công ty. Trong khi không bên nào tiết lộ số tiền phải bồi thường, người ta đã ước tính con số đó vào khoảng 200 triệu USD.
Năm 1994, những nỗ lực của Eisner nhằm mua lại kênh truyền hình NBC từ công ty chủ quản GE đã thất bại khi GE muốn nắm giữ 51% quyền sở hữu hệ thống. Tuy vậy trong suốt những năm còn lại của thập niên 90, công ty đã giành được nhiều nguồn phương tiện truyền thông khác, bao gồm việc hợp nhất Capital Cities/ABC vào năm 1995, mang lại cho công ty toàn bộ hệ thống và cơ sở vật chất của ABC, trong đó có hai kênh truyền hình A&E Television Networks và ESPN. Eisner đã nhận định, việc mua lại ABC là một sự đầu tư quan trọng để giúp Disney tồn tại và cho phép công ty cạnh tranh với các tập đoàn đa phương tiện quốc tế.
Disney mất 10,4 triệu USD trong một vụ kiện vào tháng 9 năm 1997 với Marsu B.V. do công ty đã không hoàn thành 13 tập phim của chương trình hoạt hình Marsupilami theo như hợp đồng đã được ký kết. Thay vào đó, Disney nhận thấy Hot properties nên đáng được quan tâm hơn.
Disney tiếp quản câu lạc bộ bóng chày Anaheim Angels vào năm 1996 và mua phần lớn cổ phiếu của đội vào năm 1998. Cũng trong năm ấy, công ty đã mua lại Starwave – một công ty phần mềm và Internet do đồng sáng lập tập đoàn Microsoft Paul Allen thành lập năm 1993– cùng 43% cổ phiếu của Infoseek, chính thức đặt chân vào lĩnh vực Internet. Năm 1999, Disney mua số cổ phiếu còn lại của Infoseek và khởi động cổng thông tin điện tử Go Network vào tháng 1. Công ty cũng khai trương tuyến du ngoạn bằng tàu thủy Disney Cruise Line bằng lễ đặt tên cho con tàu Disney Magic và chị em của nó, con tàu Disney Wonder.
Năm 2000 chứng kiến sự gia tăng 9% trong doanh thu và 34% trong lợi nhuận của công ty với vai trò tiên phong thuộc về ABC và ESPN, trong khi các công viên giải trí và nghỉ dưỡng đánh dấu lần thứ sáu tăng trưởng liên tiếp. Tuy nhiên, vụ tấn công khủng bố ngày 11 tháng 9 đã khiến mọi thứ thay đổi. Việc mọi người e ngại hơn trong việc tổ chức các chuyến du lịch và nghỉ ngơi đã dẫn tới tình trạng ế ẩm tại các khu vui chơi giải trí và nghỉ dưỡng. Tình trạng này khiến cho doanh thu của ABC sụt giảm. Không những vậy, Eisner vừa mới hoàn thành thương vụ đắt đỏ mua lại Fox Family Worldwide trị giá tới 5,3 tỉ USD. Năm 2001 trở thành một năm suy thoái của Disney. Họ buộc phải thực hiện chính sách thắt lưng buộc bụng, cắt giảm hơn 4000 nhân viên, cắt bớt đầu tư và các bộ phim hàng năm và giảm tới mức tối thiểu hoạt động kinh doanh Internet. Trong khi doanh thu công ty năm 2002 tiếp tục giảm nhẹ với sự cắt giảm chi phí, lợi nhuận lại tăng 1,2 tỉ USD nhờ vào việc phát hành hai bộ phim.mới. Năm 2003, xưởng phim Disney trở thành xưởng phim đầu tiên ghi nhận hơn 3 tỉ USD doanh thu phòng vé trên phạm vi toàn thế giới.
Eisner không muốn ban lãnh đạo công ty tái đề cử Roy E. Disney, con trai của đồng sáng lập công ty Roy O. Disney, vào vị trí tổng giám đốc, cho rằng tuổi 72 của ông là thời điểm nghỉ hưu cần thiết. Stanley Gold đã đáp lại bằng việc từ chức khỏi ban lãnh đạo và yêu cầu một ban quản trị với những thành viên mới và tước quyền của Eisner. Năm 2003, Roy E. Disney rời khỏi vị trí phó chủ tịch công ty và chủ tịch của Walt Disney Feature Animation với lời cáo buộc chính sách quản lý vi mô của Eisner, cho rằng ông đã bỏ rơi ABC television network, rụt rè trong kinh doanh hệ thống công viên giải trí, biến công ty Walt Disney thành một "kẻ tham lam và thiếu hồn", đồng thời từ chối việc đưa ra một kế hoạch thành công rõ ràng và một chuỗi thất bại của các bộ phim chiếu rạp kể từ năm 2000.
Ngày 15 tháng 5 năm 2003, Disney bán cổ phiếu của đội bóng chày Anaheim Angels cho Arte Moreno. Họ mua lại bản quyền của The Muppets và Bear in the Big Blue House từ công ty chủ quản The Jim Henson Company vào ngày 17 tháng 2 năm 2004. Cả hai thương hiệu trên đều được đặt dưới quyền của Muppets Holding Company, LLC, một nhánh của Disney Consumer Products.
Năm 2004, Pixar Animation Studios bắt đầu tìm kiếm một nhà phân phối mới sau khi hợp đồng 12 năm của họ với Disney kết thúc. Bản hợp đồng không được gia hạn bởi mối quan hệ căng thẳng giữa đôi bên xung quanh vấn đề quản lý và tiền bạc của Eisner. Cũng trong năm này, Comcast Corporation – công ty truyền thông và truyền cáp lớn nhất thế giới tính theo doanh thu, hiện tại là chủ sở hữu của NBCUniversal – đã đơn phương đưa ra một gói thầu trị giá 54 tỉ USD nhằm thâu tóm toàn bộ công ty Disney. Thương vụ đã không xảy ra.
Với những rắc rối đã xảy ra, những khó khăn và sự không hài lòng đến từ một vài thành viên ban quản trị và gần đây nhất là sự thất bại của hai bộ phim được đầu tư công phu, Michael Eisner đã buộc phải rời khỏi ghế chủ tịch HĐQT của mình.
Vào ngày 3 tháng 3 năm 2004, tại hội nghị cổ đông thường niên của Disney, với số lượng ngạc nhiên và chưa từng thấy trước đây, 45% cổ đông của công ty, phần lớn được tập hợp bởi cựu thành viên ban quản trị Roy E. Disney và Stanley Gold, đã giữ lại quyền bỏ phiếu vắng mặt của họ trong cuộc tái bầu cử Eisner vào vị trí giám đốc. Ban quản trị của Disney sau đó đã trao ghế chủ tịch HĐQT cho Mitchell, song họ vẫn chưa ngay lập tức loại Eisner ra khỏi chức tổng giám đốc.
Năm 2005, Disney bán đội hockey Mighty Ducks of Anaheim cho Henry and Susan Samueli.
Ngày 13 tháng 3 năm 2005, Robert Iger đã được công bố là người kế nhiệm Michael Eisner trong vai trò CEO. Ngày 30 tháng 9 năm 2005, Eisner từ chức giám đốc và cương vị như một thành viên của ban quản trị, kết thúc 21 năm gắn bó với Disney.

### 2005–2020: Kỉ nguyên Iger và sự mở rộng

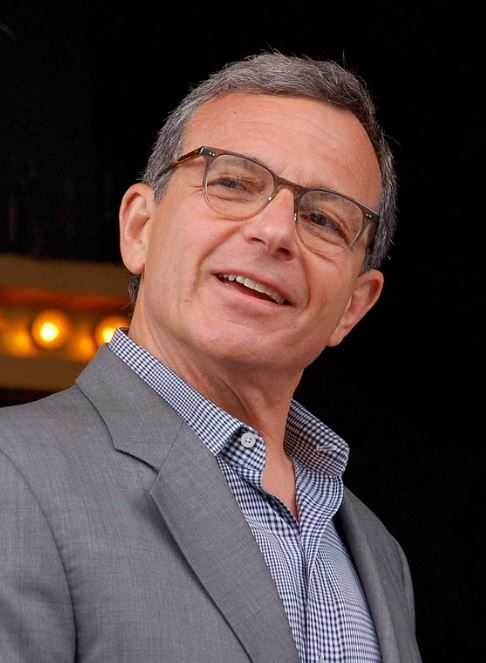
Bob Iger, cựu chủ tịch và tổng giám đốc điều hành của Disney vào năm 2013.

Ngày 8 tháng 7 năm 2005, cháu trai của Walt Disney, Roy E. Disney trở lại công ty Walt Disney trong vai trò cố vấn và cương vị "Giám đốc không qua bầu cử, Danh dự". Cùng năm, Walt Disney Parks and Resorts tổ chức lễ kỉ niệm 50 năm khai trương công viên Disneyland vào ngày 17 tháng 7 và sau đó mở cửa Hong Kong Disneyland (香港迪士尼樂園) vào ngày 12 tháng 9. Walt Disney Feature Animation phát hành bộ phim Chicken Little lần đầu tiên sử dụng công nghệ 3D trong sản xuất. Ngày 1 tháng 10, Bob Iger thay thế Michael Eisner trên cương vị chủ tịch và CEO. Đồng sáng lập Miramax Bob Weinstein và Harvey Weinstein cũng đã tách khỏi công ty để thành lập công ty riêng của họ, The Weinstein Company. Ngày 25 tháng 7 năm 2005, Disney thông báo rằng họ sẽ đóng cửa DisneyToon Studios Australia vào tháng 10 năm 2006, sau hơn 17 năm tồn tại.
Năm 2006, Disney đã giành lại được Oswald chú thỏ may mắn, nhân vật hoạt hình đầu tiên của Disney. Nhận thấy mối quan hệ với Pixar đang rạn nứt, Chủ tịch và CEO Robert Iger bắt đầu đàm phán với ban lãnh đạo của Pixar, Steve Jobs và Ed Catmull, về khả năng hợp nhất với Disney. Ngày 23 tháng 1 năm 2006, tin tức báo rằng Disney sẽ mua lại toàn bộ cổ phiếu của Pixar trị giá 7,4 tỉ USD. Bản hợp đồng chính thức hoàn thành vào ngày 5 tháng 5. Một trong những kết quả đáng chú ý của thương vụ này là việc Steve Jobs, CEO và người nắm giữ 50,1% cổ phiếu của Pixar, đã trở thành cổ đông tư nhân lớn nhất của Disney với 7% tổng số và tư cách một thành viên trong lãnh đạo của công ty. Ed Catmull tiếp quản Pixar Animation Studios với chức danh chủ tịch. Nguyên phó chủ tịch điều hành của Pixar, John Lasseter, trở thành CEO đồng thời của Walt Disney Animation Studios, một bộ phận của DisneyToon Studios, và Pixar Animation Studios, kiêm vai trò Trưởng Cố vấn Sáng tạo tại Walt Disney Imagineering.
Tháng 4 năm 2007, Muppets Holding Company, LLC được đổi tên thành The Muppets Studio và đặt dưới quyền điều hành của ban lãnh đạo mới trong một nỗ lực của Iger nhằm tái thương hiệu đơn vị này. Quá trình xây dựng lại thương hiệu cho được hoàn thành vào tháng 9 năm 2008, khi việc quản lý The Muppets Studio được dời từ Disney Consumer Products sang Walt Disney Studios.
Sau một khoảng thời gian dài làm việc trong công ty với tư cách một cổ đông lớn và một quản lý cấp cao, Giám đốc Danh dự Roy E. Disney đã qua đời bởi căn bệnh ung thư dạ dày vào ngày 16 tháng 12 năm 2009. Tại thời điểm đó, ông sở hữu khoảng 1% tổng số cổ phiếu của toàn công ty, tức khoảng 16 triệu cổ phiếu. Ông được xem là thành viên cuối cùng của gia đình Disney tham gia tích cực trong các hoạt động của công ty và cống hiến trọn đời tại đây.
Ngày 31 tháng 8 năm 2009, Disney đã công bố một bản hợp đồng thâu tóm Marvel Entertainment, Inc. với giá 4,24 tỉ USD. Bản hợp đồng được hoàn thành vào ngày 31 tháng 12 năm 2009, theo đó Disney nắm trong tay toàn quyền sở hữu công ty. Disney khẳng định rằng việc Disney giành được hãng Marvel sẽ không ảnh hưởng tới các sản phẩm của hãng, hay bất kì sự thay đổi nào trong bản chất tự nhiên của các nhân vật Marvel.
Vào ngày 18 tháng 10 năm 2009, chủ tịch của Disney Channel Rich Ross, được thuê bởi Iger, đã thay thế Dick Cook làm chủ tịch của Walt Disney Studios và kể từ tháng 11, ông đã bắt đầu tổ chức lại công ty tập trung nhiều hơn vào các sản phẩm dành cho gia đình. Sau đó đến tháng 1 năm 2010, Disney quyết định đóng cửa Miramax sau khi đã tinh giản biên chế Touchstone, nhưng một tháng sau, họ đã thay thế bằng việc bắt đầu bán lại thương hiệu Miramax cùng với thư viện 700 tiêu đề phim cho Filmyard Holdings. Ngày 12 tháng 3 năm, ImageMovers Digital – công ty của Robert Zemeckis, đạo diễn của Who Framed Roger Rabbit – mà Disney mua lại vào năm 2007, bị đóng cửa. Tháng 4 năm 2010, Lyric Street, nhãn hiệu nhạc đồng quê của Disney tại Nashville, cũng bị đóng cửa. Tháng 5 năm 2010, công ty đã bán thương hiệu Power Rangers, cùng thư viện 700 tiêu đề phim, trả lại Haim Saban, cha đẻ của chương trình. Tháng 6, công ty hủy dự án phim Killing Rommel của Jerry Bruckheimer. Sang tháng 1 năm 2011, Disney Interactive Studios bị cắt giảm. Tháng 11, hai trụ sở của ABC được bán cho SJL Broadcasting.
Cùng với việc phát hành thành công bộ phim hoạt hình Nàng công chúa tóc mây vào năm 2010, một số tờ báo đưa lời của Ed Catmull nói rằng thể loại phim "công chúa" vẫn còn đang gián đoạn cho tới khi "ai đó có một sự đảm trách tươi mới với thể loại này... song chúng tôi không có bất kì bộ phim nhạc kịch hay câu chuyện thần tiên nào khác để sắp xếp [phát hành]..." Ông giải thích rằng mọi người đang cân nhắc để thoát khỏi "kỉ nguyên công chúa" nhằm đáp ứng nhiều thành phần khán giả cũng như thị hiếu của họ. Tuy nhiên, trên trang Facebook cá nhân, Ed Catmull tuyên bố rằng đó chỉ là một tin đồn.
Tháng 4 năm 2011, Disney khởi công xây dựng Shanghai Disney Resort (上海迪士尼度假区). Tiêu tốn 4,4 tỉ USD để hoàn thành, khu nghỉ mát được dự kiến sẽ mở vào năm 2015. Tháng 8 năm 2011, Bob Iger tuyên bố trong một cuộc gọi hội nghị rằng sau thương vụ thành công của Pixar và Marvel, ông và công ty Walt Disney sẽ "mua hoặc những nhân vật mới, hoặc những doanh nghiệp mới có khả năng tạo ra những nhân vật, những câu chuyện tuyệt vời." Đến đầu tháng 2 năm 2012, Disney hoàn thành việc giành lấy thương hiệu UTV Software Communications, giúp họ mở rộng thị trường tới Ấn Độ cũng như Châu Á.
Ngày 30 tháng 10 năm 2012, Disney công bố một kế hoạch thâu tóm Lucasfilm và bản phát hành Star Wars Episode VII vào năm 2015. Ngày 4 tháng 12 năm 2012, việc sáp nhập Disney-Lucasfilm được chấp thuận bởi Ủy ban thương mại liên bang Hoa Kỳ, cho phép việc mua bán sẽ được hoàn tất mà không cần đối phó với vấn đề chống độc quyền. Ngày 21 tháng 12, thỏa thuận được hoàn tất với giá trị mua lại vào khoảng 4,06 tỉ USD. Lucasfilm trở thành một công ty con nằm hoàn toàn dưới quyền điều hành của Disney.
Ngày 29 tháng 5 năm 2013, Disney sắp xếp lịch phát hành cho 8 bộ phim hoạt hình chưa đặt tên của họ tới năm 2018, trong đó có 4 phim của Disney, 4 phim của Pixar.
Ngày 24 tháng 3 năm 2014, Disney mua lại Maker Studios, một công ty YouTube nổi tiếng với hàng tỉ lượt người xem mỗi năm, với giá 500 triệu USD để quảng cáo hướng tới khán giả người lớn và thanh thiếu niên. Ngày 9 tháng 5 năm 2014, Disney thông báo họ đã đạt được một thỏa thuận với công ty Nhật Bản TV Asahi Corporation nhằm phát hành series hoạt hình Doraemon được lồng tiếng Anh trên kênh Disney XD. Tháng 6 năm 2014, Công ty Walt Disney công bố 11 công ty khởi động  nằm trong chiến lược phát triển của công ty.
Vào tháng 8 năm 2014, Công ty Walt Disney nộp ba bằng sáng chế cho việc sử dụng máy bay. Bằng sáng chế bao gồm việc sử dụng phương tiện bay không người lái (UAV) để nâng những con rối trong không khí, nâng cao màn hình lưới cho dự án video nổi và được trang bị với đèn để trình diễn ánh sáng theo một kiểu mới.
Vào ngày 5 tháng 2 năm 2015, có thông báo rằng Tom Staggs đã được thăng chức lên COO. Vào ngày 4 tháng 4 năm 2016, Disney thông báo rằng Staggs và công ty đã đồng ý chia tay nhau, có hiệu lực từ tháng 5 năm 2016, kết thúc sự nghiệp 26 năm của ông với công ty. Vào tháng 8 năm 2016, Disney đã mua lại 33% cổ phần của BAMTech, một nhà cung cấp phương tiện truyền thông trực tuyến tách ra từ bộ phận truyền thông của Major League Baseball. Công ty đã công bố kế hoạch cuối cùng sẽ sử dụng cơ sở hạ tầng của mình cho dịch vụ hàng đầu ESPN.
Vào tháng 9 năm 2016, Disney đã cân nhắc mua dịch vụ mạng xã hội và tin tức trực tuyến của Mỹ là Twitter, nhưng họ đã bỏ một phần do lo ngại về việc lạm dụng và quấy rối trên dịch vụ này.
Vào ngày 23 tháng 3 năm 2017, Disney thông báo rằng Iger đã đồng ý gia hạn một năm nhiệm kỳ Giám đốc điều hành của mình đến ngày 2 tháng 7 năm 2019 và đã đồng ý ở lại công ty với tư cách là nhà tư vấn trong ba năm sau khi từ chức. Vào tháng 8 năm 2017, Disney thông báo rằng họ đã thực hiện tùy chọn để tăng cổ phần của mình trong BAMTech lên 75% và sẽ tung ra dịch vụ đăng ký video theo yêu cầu có nội dung giải trí vào năm 2019, sẽ thay thế Netflix với tư cách là chủ sở hữu bản quyền VOD đăng ký của tất cả các bộ phim chiếu rạp của Disney. Vào tháng 11 năm 2017, Lasseter thông báo rằng ông sẽ nghỉ việc 6 tháng tại Pixar và Disney Animation sau khi thừa nhận "sai lầm" trong hành vi của mình với nhân viên trong một bản ghi nhớ gửi nhân viên. Theo nhiều hãng tin khác nhau, Lasseter từng có tiền sử bị cáo buộc có hành vi tình dục sai trái đối với nhân viên.
Vào tháng 11 năm 2017, CNBC đưa tin rằng Disney đã đàm phán để mua lại 20th Century Fox. Các cuộc đàm phán được cho là đã nối lại xung quanh việc Disney mua lại một số tài sản truyền thông quan trọng của Fox. Tin đồn về một thỏa thuận sắp đạt được tiếp tục vào ngày 5 tháng 12 năm 2017, với các báo cáo bổ sung cho thấy rằng mạng lưới thể thao khu vực FSN sẽ được đưa vào công ty mới (tài sản có thể sẽ phù hợp với bộ phận ESPN của Disney). Vào ngày 14 tháng 12, Disney đồng ý mua lại hầu hết tài sản từ 20th Century Fox, bao gồm cả 20th Century Fox, với giá 52,4 tỷ đô la. Việc sáp nhập bao gồm nhiều tài sản giải trí của Fox — bao gồm giải trí quay phim, giải trí trên cáp và các bộ phận vệ tinh phát sóng trực tiếp ở Anh , Châu Âu và Châu Á - nhưng đã loại trừ các bộ phận như Fox Broadcasting Company, Fox Television Station, Fox News Channel, Fox Business Network, Fox Sports 1 và 2, và Big Ten Network, tất cả đều sẽ được tách ra thành một công ty độc lập trước khi việc sáp nhập hoàn tất (cuối cùng được đặt tên là Fox Corporation). Tháng 6 năm sau, sau lời đề nghị phản đối từ Comcast trị giá 65 tỷ đô la, Disney đã tăng lời đề nghị của mình lên 71,3 tỷ đô la. Giao dịch chính thức đóng vào ngày 20 tháng 3 năm 2019. Theo các điều khoản mua lại, Disney sẽ loại bỏ dần việc sử dụng thương hiệu Fox vào năm 2024.
Bắt đầu từ tháng 3 năm 2018, một cuộc tái tổ chức chiến lược của công ty đã chứng kiến sự ra đời của hai mảng kinh doanh, Công viên Disney, Trải nghiệm và Sản phẩm và Trực tiếp đến Người tiêu dùng & Quốc tế. Công viên & Sản phẩm tiêu dùng trước hết là sự hợp nhất của Công viên & Khu nghỉ dưỡng và Sản phẩm tiêu dùng & Phương tiện tương tác. Trong khi Direct-to-Consumer & International tiếp quản các đơn vị bán hàng, phân phối và phát trực tuyến của Disney International và toàn cầu từ Disney-ABC TV Group và Studios Entertainment cộng với Disney Digital Network. Cho rằng Giám đốc điều hành Iger mô tả nó là "định vị chiến lược doanh nghiệp của chúng tôi cho tương lai", The New York Times coi việc tái tổ chức được thực hiện với kỳ vọng mua lại 20th Century Fox.

### 2020–nay: Sự lãnh đạo của Bob Chapek và đại dịch COVID-19
Vào ngày 25 tháng 2 năm 2020, Disney bổ nhiệm Bob Chapek làm Giám đốc điều hành để kế nhiệm Iger, có hiệu lực ngay lập tức. Iger đảm nhận vai trò Chủ tịch điều hành, theo đó ông sẽ giám sát khía cạnh sáng tạo của công ty, đồng thời tiếp tục giữ vai trò Chủ tịch Hội đồng quản trị trong giai đoạn chuyển tiếp đến năm 2021.
Vào tháng 4 năm 2020, Iger tiếp tục nhiệm vụ hoạt động của công ty với tư cách là chủ tịch điều hành để giúp công ty trong đại dịch COVID-19 và Chapek được bổ nhiệm vào hội đồng quản trị.  Cũng trong tháng, công ty thông báo rằng họ sẽ tạm ngừng trả lương cho hơn 100.000 nhân viên ("dàn diễn viên") tại Disney Parks, Experiences và Products để đối phó với cuộc suy thoái do COVID-19 — số tiền được báo cáo là hàng tháng tiết kiệm 500 triệu đô la cho công ty — trong khi tiếp tục cung cấp đầy đủ các lợi ích chăm sóc sức khỏe. Được biết, các nhân viên ở Hoa Kỳ và Pháp đã bị ảnh hưởng và đã được khuyến khích làm đơn xin chính phủ hỗ trợ.
Do đóng cửa các công viên Disney trong đại dịch COVID-19, Disney đã giảm 63% thu nhập trong quý tài chính thứ hai năm 2020, dẫn đến khoản lỗ 1,4 tỷ đô la cho công ty. Ngoài ra, bộ phận Công viên, Trải nghiệm và Sản phẩm đã bị mất doanh thu 1 tỷ đô la.  Vào tháng 9 năm 2020, công ty thông báo rằng họ sẽ sa thải 28.000 nhân viên ở Florida và California. Theo chủ tịch công viên của Disney, Josh D'Amaro, "Ban đầu chúng tôi hy vọng rằng tình trạng này sẽ qua đi và chúng tôi sẽ nhanh chóng phục hồi và trở lại bình thường. Bảy tháng sau, chúng tôi nhận thấy điều đó đã không xảy ra." Theo D'Amaro, 2/3 số nhân viên được cho là bị sa thải là những người làm việc bán thời gian. Sau đó vào tháng 11, Disney đã lên kế hoạch cắt giảm 4000 công việc so với công bố cho đến cuối tháng 3 năm 2021.
Vào tháng 12 năm 2020, Disney bổ nhiệm Alan Bergman làm chủ tịch bộ phận Nội dung của Disney Studios để giám sát các xưởng phim của mình.  Vào tháng 3 năm 2021, Disney công bố một bộ phận mới, 20th TV Animation, sẽ tập trung vào hoạt hình dành cho người lớn.
Vào ngày 10 tháng 3 năm 2022, Disney thông báo rằng họ sẽ tạm dừng mọi hoạt động kinh doanh tại Nga do cuộc xâm lược của đất nước này đối với Ukraine và cuộc khủng hoảng nhân đạo mà nó đã gây ra. Disney là hãng phim lớn đầu tiên của Hollywood ngừng phát hành một bộ phim điện ảnh lớn do sự xâm lược của Nga, và các hãng phim khác như Warner Bros. Pictures và Sony Pictures cũng theo sau ngay sau đó.
Trong suốt tháng 2 và tháng 3 năm 2022, phản ứng của Disney đối với dự luật cấm thảo luận trong trường học về giới tính và bản dạng tình dục (HB 1557, được gọi là dự luật "Đừng nói đồng tính") đã dẫn đến tranh cãi về việc công ty thiếu sự lên án và những hạn chế trước đây đối với Nội dung về LGBT, cuối cùng dẫn đến một cuộc dạo chơi hiếm hoi của nhân viên.

## Các chi nhánh và công ty con

### Chi nhánh

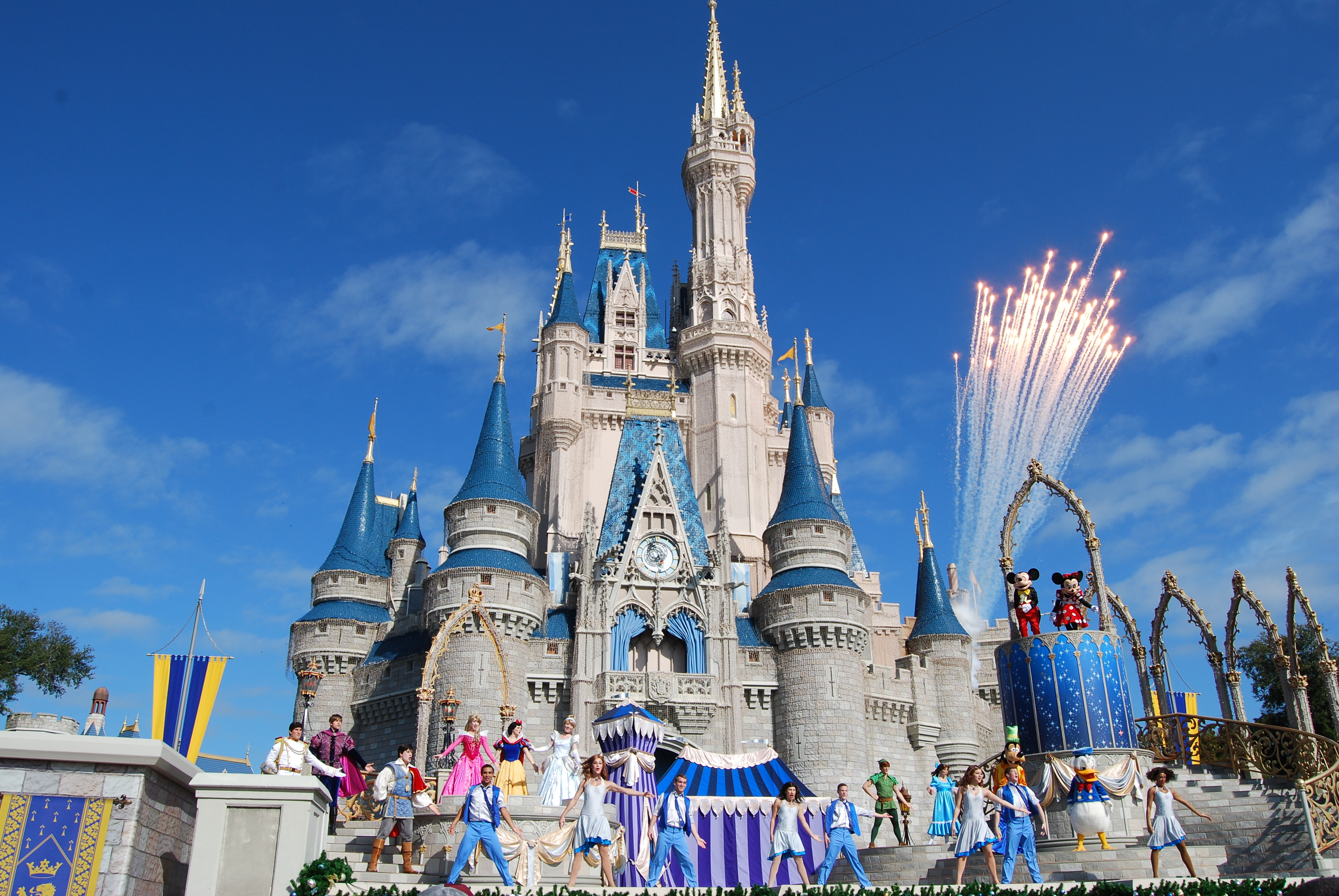
Lâu đài Cô bé Lọ Lem (Cinderella Castle) cùng một số nhân vật Disney tại công viên giải trí Disneyland ở Quận Cam, Florida, Mỹ.

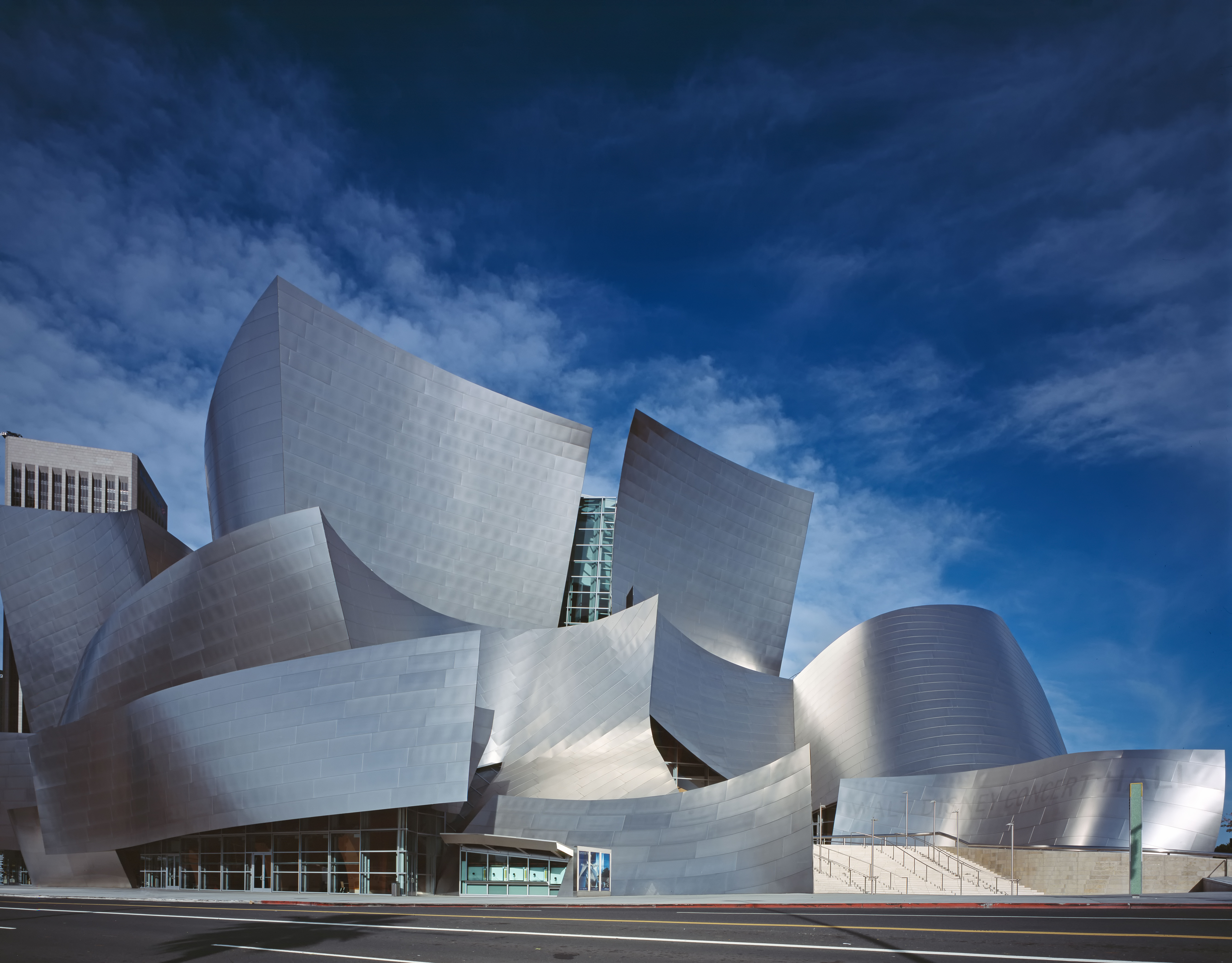
Nhà biểu diễn nhạc Walt Disney

Lâu đài "Công chúa ngủ trong rừng" tại Disneyland Anaheim

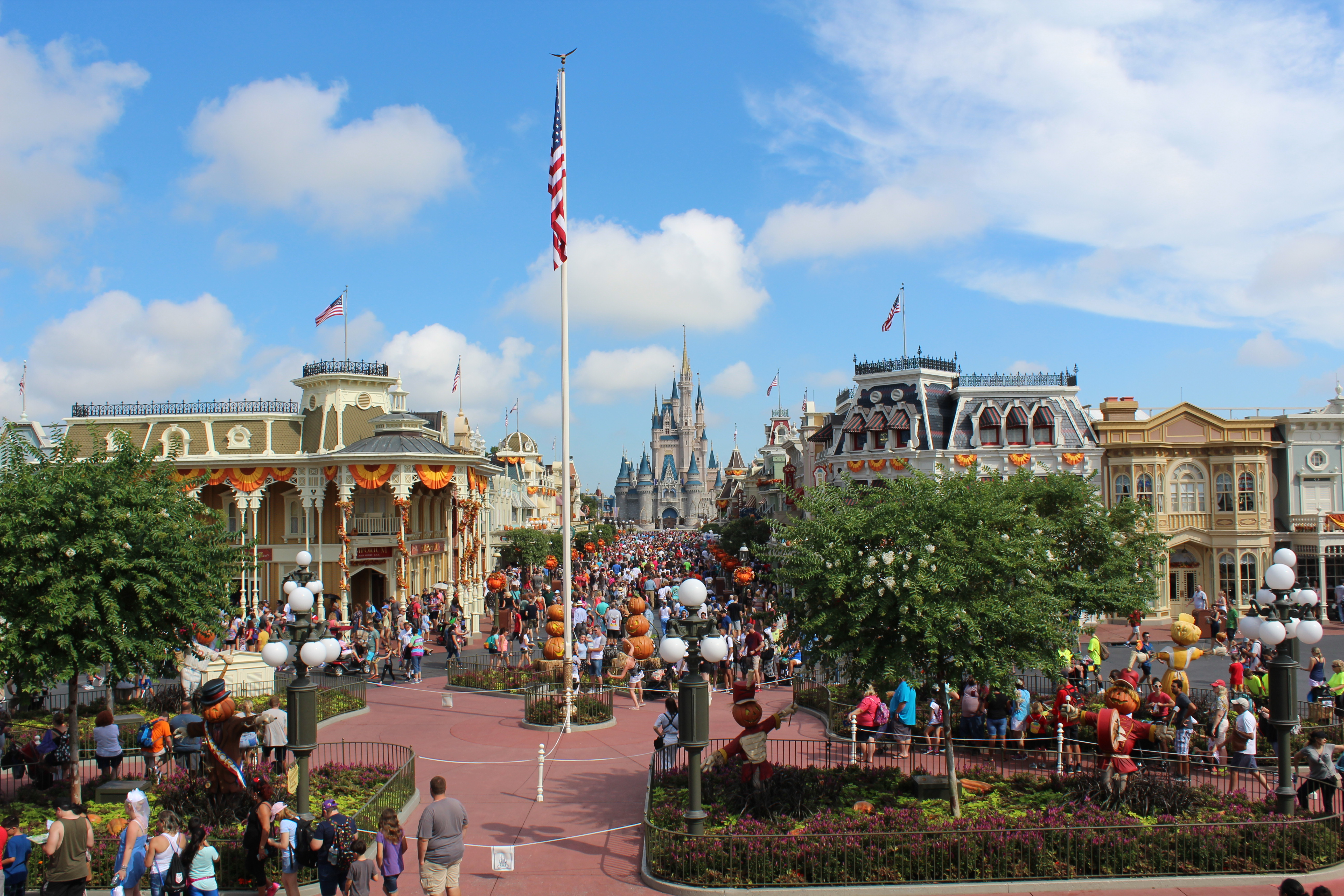
Magic Kingdom thuộc Walt Disney World Resort tại Florida

- The Walt Disney Studios: Bao gồm các bộ phim, nhãn hiệu ghi âm và các chi nhánh liên quan đến điện ảnh khác của công ty.
  - Walt Disney Studios (bộ phận), đơn vị Studio Entertainment của Công ty Walt Disney, bao gồm các hãng phim Disney, hãng ghi âm nhạc, các công ty sản xuất sân khấu, và các công ty phân phối.
  - Walt Disney Studios (Burbank), khu phức hợp ở Burbank, California, được xây dựng vào năm 1939, phục vụ như là trụ sở chính của công ty. Nó cũng là một phim trường và nơi sản xuất và tổ chức sự kiện cho các doanh nghiệp giải trí khác nhau của Disney
  - Walt Disney Animation Studios, chuyên sản xuất các sản phẩm phim hoạt hình, phim ngắn và chương trình truyền hình cho Công ty dưới nhãn hiệu "Walt Disney Pictures
  - Walt Disney Studios Motion Pictures, nhà phân phối phim điện ảnh đầu tiên của các bộ phim Disney ở Mỹ và ở nước ngoài
  - Walt Disney Studios Home Entertainment, nhà phân phối phương tiện truyền thông chính cho gia đình của Disney ở Mỹ và ở nước ngoài
  - Touchstone Pictures
  - Pixar Animation Studios
  - Marvel Studios
  - Lucasfilm
  - 20th Century Studios
- Walt Disney Parks and Resorts: Bao gồm các công viên giải trí, hệ thống du lịch bằng tàu thủy và các bất động sản liên quan đến du lịch khác của công ty. Bao gồm Disneyland, Walt Disney Parks and Resorts, Disneyland Resort, Walt Disney World Resort, Tokyo Disney Resort, Disneyland ở Tokyo, Disneyland Paris, Euro Disney S.C.A., Hong Kong Disneyland Resort (bao gồm Hong Kong Disneyland), Shanghai Disney Resort, Disney Vacation Club, và Disney Cruise Line.
- Disney Consumer Products: Sản xuất đồ chơi, trang phục và các loại hàng hóa khác dựa trên quyền sở hữu tài sản của Disney.
- Disney Interactive: Cung cấp các dịch vụ Internet.
- Disney Media Networks: Bao gồm các kênh truyền hình sau:
  - Disney–ABC Television Group
    - ABC Television Network
    - Freeform
    - ABC Owned Television Stations Group
      - Live Well Network

    - A+E Networks (50%)
    - Disney Channels Worldwide
      - Radio Disney
      - Disney Television Animation
      - Disney Channel
      - Disney XD

  - ESPN Inc. (80%)
  - Hulu (32%)

### Công ty con
Những đơn vị sản xuất các loại hình giải trí của công ty bao gồm: Walt Disney Studios, Walt Disney Pictures, Disney Music Group, Disney Theatrical Group, Disney-ABC Television Group, Radio Disney, 20th Century Fox, ESPN Inc., Disney Interactive Media Group, Disney Consumer Products, Disney India Ltd., The Muppets Studio, Pixar Animation Studios, Marvel Entertainment, UTV Software Communications, Lucasfilm và Maker Studios.
Hệ thống công viên giải trí và nghỉ dưỡng của công ty bao gồm: Walt Disney Parks and Resorts, Disneyland Resort, Walt Disney World Resort, Tokyo Disney Resort, Disneyland Paris, Euro Disney S.C.A., Hong Kong Disneyland Resort, Disney Vacation Club và Disney Cruise Line.

### Khác
- Rạp El Capitan

## Quản lý điều hành

### Chủ tịch
- 1923–1945: Walt Disney
- 1945–1966: Roy O. Disney
- 1966–1971: Donn Tatum
- 1971–1977: Card Walker
- 1978–1983: Ron W. Miller
- 1984–1994: Frank Wells
- 1995–1997: Michael Ovitz
- 2000–nay: Robert Iger

### Tổng giám đốc điều hành (CEO)
- 1929–1971: Roy O. Disney
- 1971–1976: Donn Tatum
- 1976–1983: Card Walker
- 1983–1984: Ron W. Miller
- 1984–2005: Michael Eisner
- 2005–nay: Robert Iger

### Chủ tịch Hội đồng quản trị
Walt Disney giảm chức danh Chủ tịch HĐQT của ông vào năm 1960 để tập trung hơn vào các khía cạnh sáng tạo của công ty, trở thành "nhà sản xuất điều hành chịu trách nhiệm toàn bộ sản xuất." Sau bốn năm để trống, Roy Disney đã lên nắm chức danh này.
- 1945–1960: Walt Disney
- 1964–1971: Roy O. Disney
- 1971–1980: Donn Tatum
- 1980–1983: Card Walker
- 1983–1984: Raymond Watson
- 1984–2004: Michael Eisner
- 2004–2006: George J. Mitchell
- 2007–2012: John E. Pepper, Jr.
- 2012–nay: Robert Iger

### Phó chủ tịch Hội đồng quản trị
- 1984–2003: Roy E. Disney
- 1999–2000: Sanford Litvack (đồng phó chủ tịch)

### Giám đốc tác nghiệp (COO)
- 1984–1995: Frank Wells
- 1997–1999: Sanford Litvack (Quyền giám đốc)
- 2000–2005: Robert Iger

## Chỉ trích
Một số bộ phim hoạt hình của Disney bị chỉ trích, cáo buộc chứa nội dung tình dục ẩn trong đó, ví dụ như Nàng tiên cá (1989), Aladdin (1992), và Vua sư tử (1994). Trường hợp nội dung tình dục ẩn trong một số phiên bản như Nhân viên cứu hộ (1977) và Who Framed Roger Rabbit (1988) dẫn đến việc thu hồi và sửa đổi các bộ phim để loại bỏ nội dung như vậy.
Một số nhóm vì lợi ích tôn giáo, như Liên hiệp Công giáo đã phản đối các bộ phim như Priest (1994) Dogma (1999). Một cuốn sách có tên Growing Up Gay, xuất bản bởi Hyperion thuộc sở hữu bởi Disney, cùng các ấn phẩm khác cũng như sự mở rộng lợi ích của công ty trong đề tài về mối quan hệ đồng tính đã thôi thúc các hoạt động tẩy chay Disney của Liên hiệp Công giáo, Assemblies of God USA, Hiệp hội Gia đình Mỹ và các nhóm bảo thủ khác. Việc tẩy chay bị ngưng lại bởi hầu hết các tổ chức này vào năm 2005.
Ngoài những tranh cãi xã hội, công ty đã bị cáo buộc vi phạm nhân quyền liên quan đến điều kiện làm việc trong các nhà máy sản xuất hàng hóa của họ.

## Số liệu tài chính
Trong bản báo cáo thường niên, Disney tiết lộ rằng việc kinh doanh của họ "chịu ảnh hưởng bởi khả năng của công ty trong khai thác và bảo vệ chống lại sự vi phạm sở hữu trí tuệ, bao gồm thương hiệu, tên giao dịch, bản quyền, bằng sáng chế và bí quyết kinh doanh.":17

### Doanh thu
| Năm  | The Walt Disney Studios | Disney Consumer Products | Walt Disney Parks and Resorts | Disney Media Networks | Disney Interactive | Tổng cộng |
| ---- | ----------------------- | ------------------------ | ----------------------------- | --------------------- | ------------------ | --------- |
| 1991 | 2.593,0                 | 724                      | 2.794,0                       |                       |                    | 6.111     |
| 1992 | 3.115                   | 1.081                    | 3.306                         |                       |                    | 7.502     |
| 1993 | 3.673,4                 | 1.415,1                  | 3.440,7                       |                       |                    | 8.529     |
| 1994 | 4.793                   | 1.798,2                  | 3.463,6                       | 359                   |                    | 10.414    |
| 1995 | 6.001,5                 | 2.150                    | 3.959,8                       | 414                   |                    | 12.525    |
| 1996 | 10.095                  | 10.095                   | 4.502                         | 4.142                 |                    | 18.739    |
| 1997 | 6.981                   | 3.782                    | 5.014                         | 6.522                 | 174                | 22.473    |
| 1998 | 6.849                   | 3.193                    | 5.532                         | 7.142                 | 260                | 22.976    |
| 1999 | 6.548                   | 3.030                    | 6.106                         | 7.512                 | 206                | 23.402    |
| 2000 | 5.994                   | 2.602                    | 6.803                         | 9.615                 | 368                | 25.402    |
| 2001 | 7.004                   | 2.590                    | 6.009                         | 9.569                 |                    | 25.790    |
| 2002 | 6.465                   | 2.440                    | 6.691                         | 9.733                 |                    | 25.360    |
| 2003 | 7.364                   | 2.344                    | 6.412                         | 10.941                |                    | 27.061    |
| 2004 | 8.713                   | 2.511                    | 7.750                         | 11.778                |                    | 30.752    |
| 2005 | 7.587                   | 2.127                    | 9.023                         | 13.207                |                    | 31.944    |
| 2006 | 7.529                   | 2.193                    | 9.925                         | 14.368                |                    | 34.285    |
| 2007 | 7.491                   | 2.347                    | 10.626                        | 15.046                |                    | 35.510    |
| 2008 | 7.348                   | 2.415                    | 11.504                        | 15.857                | 719                | 37.843    |
| 2009 | 6.136                   | 2.425                    | 10.667                        | 16.209                | 712                | 36.149    |
| 2010 | 6.701                   | 2.678                    | 10.761                        | 17.162                | 761                | 38.063    |
| 2011 | 6.351                   | 3.049                    | 11.797                        | 18.714                | 982                | 40.893    |
| 2012 | 5.825                   | 3.252                    | 12.920                        | 19.436                | 845                | 42.278    |
| 2013 | 5.979                   | 3.555                    | 14.087                        | 20.356                | 1.064              | 45.041    |
| 2014 | 7.278                   | 3.985                    | 15.099                        | 21.152                | 1.299              | 48.813    |

1. 1 2  Sáp nhập vào Creative Content năm 1996
2. ↑  Truyền phát từ năm 1994 đến 1996
3. ↑  Walt Disney Internet Group, từ năm 1997 đến 2000, sau đó được sáp nhập với Disney Media Networks
4. ↑  Disney Interactive Media Group, bắt đầu từ năm 2008 với sự hợp nhất của Walt Disney Internet Group và Disney Interactive Studios
5. ↑  Sau khi mua ABC

### Lợi nhuận
| Năm  | The Walt Disney Studios | Disney Consumer Products | Walt Disney Parks and Resorts | Disney Media Networks | Disney Interactive / Disney Interactive Media Group | Tổng cộng |
| ---- | ----------------------- | ------------------------ | ----------------------------- | --------------------- | --------------------------------------------------- | --------- |
| 1991 | 318                     | 229                      | 546                           |                       |                                                     | 1,094     |
| 1992 | 508                     | 283                      | 644                           |                       |                                                     | 1,435     |
| 1993 | 622                     | 355                      | 746                           |                       |                                                     | 1,724     |
| 1994 | 779                     | 425                      | 684                           | 77                    |                                                     | 1,965     |
| 1995 | 998                     | 510                      | 860                           | 76                    |                                                     | 2,445     |
| 1996 | 1,596                   | 1,596                    | 990                           | 747                   | −300                                                | 3,033     |
| 1997 | 1,079                   | 893                      | 1,136                         | 1,699                 | −56                                                 | 4,312     |
| 1998 | 769                     | 801                      | 1,288                         | 1,746                 | −94                                                 | 3,231     |
| 1999 | 116                     | 607                      | 1,446                         | 1,611                 | −93                                                 | 3,231     |
| 2000 | 110                     | 455                      | 1,620                         | 2,298                 | −402                                                | 4,081     |
| 2001 | 260                     | 401                      | 1,586                         | 1,758                 |                                                     | 4,214     |
| 2002 | 273                     | 394                      | 1,169                         | 986                   |                                                     | 2,826     |
| 2003 | 620                     | 384                      | 957                           | 1,213                 |                                                     | 3,174     |
| 2004 | 662                     | 534                      | 1,123                         | 2 169                 |                                                     | 4,488     |
| 2005 | 207                     | 543                      | 1,178                         | 3,209                 |                                                     | 5,137     |
| 2006 | 729                     | 618                      | 1,534                         | 3,610                 |                                                     | 6,491     |
| 2007 | 1,201                   | 631                      | 1,710                         | 4,285                 |                                                     | 7,827     |
| 2008 | 1,086                   | 778                      | 1,897                         | 4,942                 | −258                                                | 8,445     |
| 2009 | 175                     | 609                      | 1.418                         | 4.765                 | −295                                                | 6.672     |
| 2010 | 693                     | 677                      | 1.318                         | 5.132                 | −234                                                | 7.586     |
| 2011 | 618                     | 816                      | 1.553                         | 6.146                 | −308                                                | 8.825     |
| 2012 | 722                     | 937                      | 1.902                         | 6.619                 | −216                                                | 9.964     |
| 2013 | 661                     | 1.112                    | 2.220                         | 6.818                 | −87                                                 | 10.724    |
| 2014 | 1.549                   | 1.356                    | 2.663                         | 7.321                 | 116                                                 | 13.005    |

1. 1 2  Sáp nhập vào Creative Content năm 1996
2. ↑  Truyền phát từ năm 1994 đến 1996
3. ↑  Walt Disney Internet Group, từ năm 1997 đến 2000, sau đó sáp nhập với Disney Media Networks
4. ↑  Disney Interactive Media Group, sáp nhập Walt Disney Internet Group và Disney Interactive Studios
5. ↑  Không liên quan đến Walt Disney Internet Group, Disney đã báo cáo lỗ 300 triệu USD do sửa đổi tài chính liên quan đến bất động sản